# Billy Zane
William George "Billy" Zane, Jr. (sinh ngày 24 tháng 2 năm 1966) là một diễn viên và đạo diễn người Mỹ. Anh nổi tiếng với các vai diễn như Caledon Hockley năm 1997 trong bộ phim bom tấn Titanic, Hughie Warriner trong Dead Calm, John Justice Wheeler trong Twin Peaks, The Phantom trong bộ phim chuyển thể cùng tên từ bộ truyện tranh superhero, và vai diễn Ansem trong loạt phim Kingdom Hearts. Tính đến năm 2009, Zane đã xuất hiện trong hơn 50 bộ phim và vô số phim truyền hình.

## Các bộ phim đã tham gia

### Diễn viên
- Back to the Future (1985).... Match
- Critters (1986).... Steve Elliot
- Going Overboard (1989).... King Neptune
- Dead Calm (1989).... Hughie Warriner
- Back to the Future Part II (1989).... Match
- Megaville (1990).... Palinov/Jensen
- Memphis Belle (1990).... Lt. Val Kozlowski
- Miliardi (1991).... Maurizio Ferretti
- Femme Fatale (1991).... Elijah
- Blood and Concrete (1991).... Joey Turks
- Orlando (1992).... Shelmerdine
- Flashfire (1993).... Jack Flinder
- Betrayal of the Dove (1993).... Dr. Jesse Peter
- Sniper (1993).... Richard Miller
- Lake Consequence (1993).... Billy
- Posse (1993).... Colonel Graham
- Poetic Justice (1993).... Brad
- Tombstone (1993).... Mr. Fabian
- Reflections on a Crime (1994).... Colin
- The Silence of the Hams (1994).... Joe Dee Foster
- Only You (1994).... Harry, The False Damon Bradley
- The Set-Up (1995).... Charles Thorpe
- Demon Knight (1995).... The Collector
- The Phantom (1996).... The Phantom/Kit Walker
- Head Above Water (1996).... Kent
- Danger Zone (1997).... Rick Morgan
- This World, Then the Fireworks (1997).... Marty Lakewood
- Titanic (1997).... Caledon Hockley
- I Woke Up Early the Day I Died (1998).... The Thief
- Susan's Plan (1998).... Sam Myers
- Pocahontas II: Journey to a New World (1998).... John Rolfe (voice)
- Cleopatra (1999).... Marc Antony
- Morgan's Ferry (1999).... Sam
- Taxman (1999).... George Putter
- Hendrix (2000)... Michael Jefferey
- Invincible (2001)... Os
- Zoolander (2001)....Himself (uncredited)
- The Believer (2001).... Curtis Zampf
- CQ (2001).... Mr. E
- Landspeed (2002).... Michael Sanger
- Claim (2002).... Roberto Bealing
- Silent Warnings (2003).... Sheriff Bill Willingham
- Starving Hysterical Naked (2003)
- Imaginary Grace (2003).... Nero
- Vlad (2003).... Adrian
- The Kiss (2003).... Alan Roberts/young Philip Naudet
- Dead Fish (2004).... Virgil
- Bet Your Life (còn gọi là Deep Attack)
- Big Kiss (2004).... Billy
- Silver City (2004).... Chandler Tyson
- The Last Drop (2005).... Oates
- The Pleasure Drivers (2005).... Marvin
- BloodRayne (2006).... Elrich
- Survival Island (hay còn gọi là "Three") (2006).... Jack
- Valley of the Wolves Iraq (2006).... Sam William Marshall
- Memory (2006).... Taylor Briggs
- The Mad (2007).... Jason Hunt
- Fishtales (2007).... Professor Thomas Bradley
- Alien Agent (2007).... Tom / Saylon
- Perfect Hideout (2008).... Victor
- The Man Who Came Back (2008).... Ezra
- Love N' Dancing (2009).... Kent Krandel
- The Hessen Affair (2009).... Jack Durant
- Mama, I Want to Sing! (2009).... Amara's Manager
- Surviving Evil (2009).... Sebastian 'Seb' Beazley
- Magic Man (2009).... Darius
- The Gold Retrievers (2009).... Hector
- Evil - In the Time of Heroes (2009).... The Prophet
- Darfur (2009).... Bob Smith
- Chimera[2]

### Đạo diễn
- Charmed (2005)

## Phim truyền hình
- Brotherhood of Justice (1986) (TV).... Les
- Conspiracy: The Trial of the Chicago 8 (1987) (TV).... Cảnh sát
- 21 Jump Street (1987) (TV).... Matthew Goldblatt
- Murder, She Wrote: A Very Good Year for Murder (1988) (TV).... Tony Gambini
- Police Story: Monster Manor (1988) (TV).... Officer Don Varney
- The Case of the Hillside Stranglers (1989) (TV).... Kenneth Bianchi
- Twin Peaks (1991) (TV).... John Justice Wheeler
- Lake Consequence (1993) (TV).... Billy
- Tales From the Crypt:Well-Cooked Ham (1993) (TV)... Miles
- Running Delilah (1994) (TV).... Paul
- The New Batman Adventures (1998) (TV).... Etrigan the Demon
- Cleopatra (1999) (TV).... Marc Antony
- Hendrix (2000) (TV).... Michael Jeffrey
- Sole Survivor (2000) (mini) TV Series.... Joe Carpenter
- Invincible (2001/I) (TV).... Os
- The Diamond of Jeru (2001) (TV).... Mike Kardec
- Bet Your Life (2004) (TV).... Joseph
- Charmed (2005) (TV).... Drake
- Samantha Who? (2009).... Winston Funk[3]

## Liên kết
- Trang web chính thức của Billy Zane
- Billy Zane trên IMDb